# 阮氏錦
阮氏錦（越南语：／；？年—？年）是越南阮朝嗣德帝的一個妃嬪。
阮氏錦是承天府廣田縣人，其父是尚書阮廷賓。紹治年間，阮氏錦成為嗣德帝的府妾。嗣德三年（1850年）五月，嗣德帝制定後宮宮階，冊封阮氏錦為二階昭妃。嗣德十三年（1860年）正月，晉封為一階善妃（越南语：／）。
嗣德帝一直沒有兒子，先後收養了三個養子。嗣德十八年（1865年）五月，嗣德帝收養其弟堅國公阮福洪侅長子阮福膺豉為養子，並將其交給善妃撫養。此子後被封為堅江郡公。
嗣德帝死後，嗣德帝的另外兩個養子育德帝和建福帝先後登上帝位。咸宜元年（1885年）五月，咸宜帝出奔抗法，堅江郡公被法國人冊封為皇帝，是為同慶帝。
同慶元年（1886年）正月，同慶帝廢除了建福帝養母學妃阮氏香的“皇太妃”封號，並拒絕尊善妃爲“皇太妃”，稱善妃封號源自先帝，自己不敢擅加尊號。只是在钱帛上予以善待，每年加半倍年俸，春冬多賜衣物。善妃死後，葬在香水縣，墓碑題爲“先朝善妃之寢”。